# Sinners Never Sleep
Albums de You Me at Six
Hold Me Down
(2010) Cavalier Youth
(2014)
Singles
1. Loverboy
Sortie : 23 september 2011
2. Bite My Tongue
Sortie : 28 novembre 2011
3. No One Does It Better
Sortie : 8 avril 2012
4. Reckless
Sortie : 22 octobre 2012

Sinners Never Sleep (Les pécheurs ne dorment jamais) est le troisième album du groupe de rock anglais You Me at Six. Il est disponible depuis le 30 septembre 2011 chez Virgin Records au Royaume-Uni, en Australie et en Nouvelle-Zélande depuis le 3 octobre 2011. Aux États-Unis, l'album ne sortit que le 24 janvier 2012.
Le premier single extrait de l'album, "Loverboy" est sorti le 23 septembre 2011, suivi de "Bite My Tongue" le 28 november 2011. Un troisième single, "No One Does It Better" le 8 avril 2012 et enfin un quatrième et dernier single, Reckless sorti le 22 octobre 2012.
Sinners Never Sleep atteignit la troisième position du UK Albums Chart et fut certifié disque d'or au Royaume-Uni pour ses 100 000 ventes.
Malgré le succès commercial remarqué et son classement au top 3, l'album reçut un accueil relativement mitigé de la part des critiques.

## Informations
Pour l'annonce de l'album, You Me at Six ont mis en place un compte à rebours sur leur site internet accompagné d'une nouvelle image chaque jour. Le 1er aout 2011 à 13 heures, heure anglaise, le compte à rebours laissa place la pochette de l'album, le titre et la liste des pistes composant ce troisième album.
Sur les 19 titres enregistrés pour cet opus seuls 12 furent conservés sur l’œuvre finale. L'édition deluxe s'accompagne d'un documentaire, nommé Bite My Tongue, qui suit l'enregistrement de l'album et l'ascension du groupe. L'édition deluxe sorti en iTunes LP inclus un titre bonus Takes One To Know One, le clip vidéo 'Loverboy', et le documentaire Bite My Tongue.

## Histoire
Sinners Never Sleep a été enregistré à Los Angeles début 2011 avec le producteur Garth Richardson, connu pour ses collaborations avec Biffy Clyro et  Rage Against the Machine. L'album accueille aussi deux invités pour deux duo, Oliver Sykes sur le titre Bite My Tongue et Winston McCall sur Time Is Money. You Me at Six durent décaler le tournage du clip "Loverboy" à cause des émeutes de 2011 en Angleterre. Le clip de "Loverboy" fut diffusé en avant première sur le compte YouTube du groupe le 28 aout 2011. L'imagerie du clip reprend le thème de la prison présent sur l'album. Une fuite sur Tumblr rendit écoutable le titre "This Is the First Thing" le 30 aout, qui n'était finalement qu'une version démo du morceau. Le single "Loverboy" comporte trois pistes supplémentaires, une version instrumentale, une version acoustique ainsi qu'une face-B inédite  "Moon Child". Le  22 septembre, You Me At Six jouèrent en live pour BBC Radio 1 et reprirent des chansons des Foo Fighters "Bridge Burning", "All My Life" et "Best of You" ainsi que "Loverboy" et une version réarrangée de "Little Death". You Me At Six annonce le 19 octobre sur twitter que le jour même ils tournent le clip accompagnant la sortie du single Bite My Tongue à Los Angeles, Oli Sykes qui chante aussi sur le morceau en duo avec Josh est présent dans la vidéo. Une pochette pour 'Jaws On The Floor' fuita sur internet, créant des spéculations sur la possible sortie du titre en tant que troisième single de l'album. Finalement, c'est "No One Does It Better" qui fut choisi, le groupe voulant une certaine diversité, Loverboy était rock et Bite My Tongue était heavy, ils voulurent quelque chose de plus calme pour montrer l'étendue de leur musique. Ils tournèrent le clip lors de leur passage à Los Angeles lors d'une date de leur tournée américaine. Le quatrième et dernier single extrait de l'album Sinners Never Sleep, "Reckless"  fut annoncé sur le compte Twitter de You Me At Six.

## Liste des pistes
| 1.    | Loverboy                                                   | 3:16 |
| 2.    | Jaws on the Floor                                          | 2:44 |
| 3.    | Bite My Tongue (avec Oliver Sykes de Bring Me the Horizon) | 3:41 |
| 4.    | This Is the First Thing                                    | 3:12 |
| 5.    | No One Does It Better                                      | 4:40 |
| 6.    | Little Death                                               | 3:10 |
| 7.    | Crash                                                      | 5:09 |
| 8.    | Reckless                                                   | 4:29 |
| 9.    | Time Is Money (avec Winston McCall de Parkway Drive)       | 2:54 |
| 10.   | Little Bit of Truth                                        | 5:30 |
| 11.   | The Dilemma                                                | 2:50 |
| 12.   | When We Were Younger                                       | 6:11 |
| 47:57 |                                                            |      |

## Classements hebdomadaires
| Classement (2011)                 | Meilleure place |
| --------------------------------- | --------------- |
| Australie (ARIA)                  | 28              |
| Écosse (OCC)                      | 2               |
| Irlande (IRMA)                    | 39              |
| Royaume-Uni (UK Albums Chart)     | 3               |
| Royaume-Uni (Rock & Metal Albums) | 1               |

## Certifications
| Pays              | Certification |
| ----------------- | ------------- |
| Royaume-Uni (BPI) | Or            |